# Vladimir Il'in (calciatore 1992)
Vladimir Dmitrievič Il'in (in russo Владимир Дмитриевич Ильин?; San Pietroburgo, 20 maggio 1992) è un calciatore russo, attaccante del Fakel Voronež.

## Carriera
Ha giocato nella prima divisione russa.